# Archives provinciales du Nouveau-Brunswick
 (février 2023).
Si vous disposez d'ouvrages ou d'articles de référence ou si vous connaissez des sites web de qualité traitant du thème abordé ici, merci de compléter l'article en donnant les références utiles à sa vérifiabilité et en les liant à la section « Notes et références ».
Les Archives provinciales du Nouveau-Brunswick rassemblent les archives de la province canadienne du Nouveau-Brunswick.
Fondées en 1967, elles conservent les documents historiques de la province et en permettent la consultation par le public. Elles dépendent du ministère de l’Approvisionnement et des Services du Nouveau-Brunswick et sont situées sur le campus de l'université du Nouveau-Brunswick, à Fredericton.